# 天道盟天山會
天道盟天山會，是臺灣三大犯罪組織之一的天道盟旗下分會。

## 簡介
天山會，在新北市板橋一帶為主要勢力地盤，活動範圍在大台北地區。2002年，太陽會份子曾盈富與劉川園為了處理債務問題，於同年10月30日，夥同手下陳祥麟、黃昌泰等人攜帶槍械武器至板橋茶○○味泡沫紅茶店，與店內聚集的李銘章（綽號：小關）、粘漢仁（綽號：阿仁）及多名「天山會」份子發生火拼。

## 組織
- 會長:（綽號：「黑狗」；迦納仔角頭、「忠義功德會」會長[2]）
- 顧問:陳哥
- 萬華分會:空彬.阿龔.阿緯
- 三峽分會:國慶
- 板橋分會:阿堂